# Mammy (film)
Mammy är en amerikansk pre-Code musikalfilm med sekvenser i Technicolor från 1930 i regi av Michael Curtiz. I huvudrollen ses Al Jolson. Filmen var en uppföljare till Säg det med sång (1929). Sångerna i filmen skrevs av Irving Berlin. 

## Rollista i urval
- Al Jolson - Al Fuller
- Lois Moran - Nora Meadows
- Lowell Sherman - Billy West / Westy
- Louise Dresser - mamma Fuller
- Hobart Bosworth - Meadows
- Tully Marshall - Slats
- Mitchell Lewis - Hank Smith / Tambo
- Jack Curtis - Sheriff Tremble

## Musik i filmen i urval
- "Let Me Sing and I'm Happy"
- "Yes! We Have No Bananas"
- "Across The Breakfast Table, Looking At You"
- "Pretty Baby"
- "Mammy"